# Artífice
Um artífice é um operário especializado num determiminado ramo de atividade que realiza trabalhos manuais.
O termo "artífice" é, frequentemente, usado como sinônimo de artesão ou artista. Outro uso comum é como sinônimo de criador, ou autor (Ele foi o artífice de tal obra ou acontecimento).
Além disso, o termo "artífice" é frequentemente utilizado como designação dos operários especializados das forças armadas e da marinha mercante.

## Marinha mercante
Na marinha mercante, designa-se "artífice" um operário especializado, sem formação náutica específica, que embarca como parte da tripulação de uma embarcação para executar funções relativas à sua profissão. Conforme a sua especialização, é designado "artífice eletricista", "artífice mecânico", etc..
Na Marinha Mercante Portuguesa, os operários especializados admitidos como artífices pelos armadores eram integrados na categoria de artífice da mestragem de máquinas. A categoria de artífice da marinha mercante entrou em extinção em 1989.

## Livros
- "O Artífice" (Tony Ferraz, Universo dos Livros, 2014).  (Ficção filosófica que narra a história de um assassino que pinta quadros e constrói armadilhas.)
- "O Artífice" (Richard Sennett,Record, 2009). (Não-Ficção sobre a evolução do trabalho manual não industrializado)